# Alexandria (Rumunsko)
Alexandria je město v rumunském Valašsku, nedaleko hranice s Bulharskem. Je centrem župy Teleorman a žije zde 56 681 obyvatel.
Město leží na řece Vedea, v jižní části země. Je obklopené dunajskou nížinou a procházejí ním důležité komunikace spojující centra Rumunska s přístavy na Dunaji.